# پرندگان شکاری (فیلم ۲۰۲۰)
پرندگان شکاری (به انگلیسی: Birds of Prey) با نام سابق پرندگان شکاری (و رهایی فانتزی یک هارلی کویین) (به انگلیسی: Birds of Prey (And the Fantabulous Emancipation of One Harley Quinn)) فیلمی قهرمانی بر پایه تیمی خیالی به همین نام از شرکت دی‌سی کامیکس است که در ۷ فوریه ۲۰۲۰ اکران عمومی شد. این فیلم به عنوان هشتمین قسمت از فیلم‌های دنیای سینمایی دی‌سی و اسپین‌آف فیلم جوخه انتحار (منتشرشده در سال ۲۰۱۶) محسوب می‌شود. این فیلم به کارگردانی کتی یان و فیلم‌نامه آن توسط کریستینا هادسون به رشته تحریر درآمده است، و از بازیگران آن می‌توان به مارگو رابی، جرنی اسمالت، مری الیزابت وینستد، رزی پرز، الا جی باسکو، کریس مسینا و ایوان مک‌گرگور اشاره کرد. آهنگ این فیلم را هالزی خواننده آمریکایی با نام «روی من امتحان کن» خواند.
نخستین نمایش فیلم در تاریخ ۲۵ ژانویه ۲۰۲۰ در مکزیکو سیتی بود، و سپس در ۷ فوریه ۲۰۲۰ در ایالات متحده اکران شد. فیلم با واکنش‌های عموماً مثبتی از سوی منتقدان همراه بود. پرندگان شکاری ۲۰۲ میلیون دلار در سراسر جهان فروش داشت، در حالی که ۸۴ میلیون دلار بودجه ساخت آن بوده‌است.

## داستان
چهار سال پس از شکست جادوگر (انچانتس)، جوکر رابطه‌اش را با هارلی کوئین تمام می‌کند و او را از خانه‌اش بیرون می‌کند تا در خیابان‌های گاتهام رها شود. هارلی توسط داک، صاحب یک رستوران تایوانی، حمایت می‌شود و آرام‌آرام با کوتاه کردن موهایش، نگهداری از یک کفتار خال‌خالی و شروع به تمرین رولردِرِی بازی، خود را بازیابی می‌کند.
هارلی در یکی از شب‌ها در باشگاهی که متعلق به رومن سایونیس، قاچاقچی بی‌رحم است، مست می‌شود و پس از توهین راننده رومن، او را فلج می‌کند. در آنجا با دینا لنس، خواننده برلسک، آشنا می‌شود که بعداً هارلی را از دست ربایندگان نجات می‌دهد. رومن تحت تأثیر مهارت‌های رزمی دینا قرار می‌گیرد و او را به عنوان راننده جدید خود انتخاب می‌کند. شب بعد، هارلی دوباره مست می‌شود و وقتی در مورد جدایی‌اش از جوکر بحث می‌شود، برای اعلام رسمی جدایی‌شان، کارخانه‌ی ایس کمیکالز را منفجر می‌کند. پس از این اتفاق، وقتی معلوم می‌شود که هارلی دیگر زیر حمایت جوکر نیست، همه‌ی جنایتکارانی که علیه او کینه دارند به دنبال او می‌افتند.
همزمان، کارآگاه رنی مونتویای اداره پلیس گاتهام در حال تحقیق درباره سلسله قتل‌هایی است که توسط یک نگهبان مسلح به تیرکمان انجام شده. او تلاش می‌کند دینا را به عنوان منبع اطلاعاتی به کار بگیرد اما دینا به دلیل مرگ مادرش که پلیس نتوانسته جلوی آن را بگیرد، این پیشنهاد را رد می‌کند. رومن دینا و دست راست بی‌رحمش، ویکتور زساز، را مامور می‌کند تا الماسی را که حساب‌های مالی خانواده بارتینلی، قربانیان نسل‌کشی سال‌ها پیش، در آن مخفی شده، پیدا کنند. دختر جوان جیب‌بر، کسندرا "کَس" کِین، الماس را از زساز می‌دزدد و پس از دستگیری آن را می‌بلعد.
هارلی که از دست مونتویا و دیگران فرار می‌کند، توسط افراد رومن دستگیر می‌شود. رومن او را مجبور می‌کند تا الماس را برایش برگرداند و برای کس هم جایزه تعیین می‌کند. هارلی با استفاده از یک پرتاب‌کننده نارنجک پر از رنگ و درخشش به اداره پلیس حمله کرده، کس را آزاد می‌کند و هر دو فرار می‌کنند. در مخفیگاه هارلی، آن‌ها رابطه‌ای دوستانه برقرار می‌کنند. داک به هانتر تیرکمان، که در واقع هلنا بارتینلی است، اطلاعات می‌دهد. هلنا که از نسل‌کشی خانواده‌اش جان سالم به در برده و به یک قاتل آموزش‌دیده تبدیل شده، به عنوان "هانترس" شناخته می‌شود و به دنبال قاتلان خانواده‌اش است. بعداً خانه هارلی توسط جنایتکارانی که دنبال کس هستند بمباران می‌شود و داک اعتراف می‌کند که هارلی را لو داده است. هارلی به رومن زنگ می‌زند و در ازای محافظت او را تحویل می‌دهد، قرار ملاقات در پارک تفریحی متروکه‌ای می‌گذارند. دینا به مونتویا اطلاع می‌دهد اما خیانتش توسط زساز کشف می‌شود و رومن متوجه می‌شود. رومن که شدیداً ناامید شده، ماسک سیاه‌اش را برمی‌دارد و به "بلک ماسک" تبدیل می‌شود.
در پارک، مونتویا با هارلی روبرو می‌شود اما او را از پنجره به بیرون پرت می‌کند. زساز می‌رسد و هارلی را آرام‌بخش می‌زند و دینا را تهدید می‌کند، اما هلنا او را می‌کشد و اعلام می‌کند که او آخرین قاتل خانواده‌اش بوده است. مونتویا باز می‌گردد و فاش می‌کند که رومن واقعاً مغز متفکر قتل‌عام بارتینلی‌ها بوده و آن‌ها را برای به دست آوردن الماس کشته است. در حالی که منتظرند، رومن با گروهی از جنایتکاران نقاب‌دار می‌رسد. این پنج زن با استفاده از تجهیزات قدیمی هارلی، حمله را دفع می‌کنند. در این نبرد، کس توسط رومن اسیر می‌شود و دینا قدرت متاهومانی خود، صدای فراصوت، را آشکار می‌کند و چندین دشمن را شکست می‌دهد. هارلی با اسکیت دنبال رومن می‌رود و با کمک هلنا تعقیبش می‌کنند. در اسکله، رومن قصد کشتن کس را دارد اما کس که یک نارنجک از وسایل هارلی برداشته، حلقه آن را می‌کشد و نارنجک منفجر می‌شود. هارلی رومن را از اسکله به درون آب پرت می‌کند و با انفجار نارنجک رومن کشته می‌شود.
پس از نابودی امپراتوری جنایی رومن، مونتویا از اداره پلیس استعفا می‌دهد. هلنا با دینا و مونتویا متحد می‌شود تا تیمی از نگهبانان عدالت به نام «پرندگان شکاری» تشکیل دهند. هارلی و کس فرار می‌کنند، الماس را به یک پاساژ فروشی می‌فروشند و کسب و کار خود را آغاز می‌کنند.
در صحنه پس از تیتراژ، هارلی با مخاطبان صحبت می‌کند و وقتی می‌خواهد درباره بتمن چیزی بگوید، قطع می‌شود.

## روند تولید
این فیلم ابتدا در نوامبر ۲۰۱۶ معرفی شد و اعلام شد کریستینا هادسون فیلمنامه آن را خواهد نوشت. تاریخ اکران فیلم ابتدا ۱۴ فوریه ۲۰۲۰ اعلام شد اما در نهایت به ۷ فوریه ۲۰۲۰ تغییر پیدا کرد.

## بازیگران
- مارگو رابی در نقش هارلین کویینزل / هارلی کویین: یک ضدقهرمان دیوانه و روانکاو سابق
- جرنی اسمالت در نقش بلک کنیری: یک ابرقهرمان با قدرت صوتی
- مری الیزابت وینستد در نقش هلنا برتینلی / هانترس: یک ابرقهرمان
- رزی پرز در نقش رنی مونتویا: عضو اداره پلیس گاتهام سیتی
- الا جی باسکو در نقش کاساندرا کین: رزمی‌کار یتیم
- ایوان مک‌گرگور در نقش رومن سایونس / سیاه نقاب: جنایتکار و شرور
- کریس مسینا در نقش ویکتور زز
- استیون ویلیامز
- فرانسوا چاو